# Begovi Virovi
Begovi Virovi (makedonska: Бегови Вирови) är ett berg i Nordmakedonien. Det ligger i den centrala delen av landet, 40 kilometer söder om huvudstaden Skopje. Toppen på Begovi Virovi är 1 796 meter över havet, eller 36 meter över den omgivande terrängen. Bredden vid basen är 0,42 km.
Terrängen runt Begovi Virovi är bergig åt nordost, men åt sydväst är den kuperad.Närmaste större samhälle är Časjka, 13,8 kilometer öster om Begovi Virovi. 
I omgivningarna runt Begovi Virovi växer i huvudsak lövfällande lövskog. Runt Begovi Virovi är det glesbefolkat, med 12 invånare per kvadratkilometer.